# GW190521
GW190521（またはGW190521g、初期の名称はS190521g）は、2つのブラックホールの合体によって発生した重力波信号である。2019年5月21日午前3時2分29秒（協定世界時）に重力波検出装置のLIGOとVirgoによって検出され、その後2020年9月2日に発表された研究で、この信号が重力波であることが確認された。この重力波は天球上において、かみのけ座・りょうけん座・ほうおう座付近の765平方度 の範囲内で、地球から約170億光年離れたところで発生したとみられる。
重力波を発生させた2つのブラックホールの質量はそれぞれ太陽の約85倍と約66倍で、合体が起きる前のブラックホールの質量としてはそれまで観測された中で最大である。結果として合体後に形成されたブラックホールは太陽の142倍の質量を持ち、中間質量ブラックホールの存在が直接的に検出された初めての事例となった。合体後のブラックホールと合体前の2つのブラックホールの質量の合計との差から、太陽の約8倍分の質量がエネルギーとなり重力波として放出された。この重力波は70億年以上前に発生したと考えられている。

## 物理的意義
GW190521は、合体した後に形成されたブラックホール、そして合体する前の片方もしくは両方のブラックホールの質量が重要な発見となった。太陽の100〜10,000倍の質量を持ったブラックホールは中間質量ブラックホールと呼ばれるが、それまでの観測ではその存在を示す間接的な証拠しか得ることができておらず、中間質量ブラックホールがどのようにして形成されたかは分かっていなかった。
この重力波の観測チームのメンバーの一人であるノースウェスタン大学の Vassiliki Kalogera は「これは中間質量ブラックホールが誕生した時の質量を、最初かつ唯一、確実に測定したものだ。今、我々は他のブラックホールとの合体を通じてそのような天体（中間質量ブラックホール）が形成される方法を少なくとも一つ確実に知っている。」と述べている。
さらに現在の恒星進化論では、太陽の130倍以下の質量を持った大質量の恒星の超新星爆発によって形成されるブラックホールの質量は太陽の65倍以下、一方で太陽の200倍以上の質量を持つ恒星が超新星爆発を起こさずに直接ブラックホールになるとその質量は太陽の120倍以上になるとされているが、太陽の130〜200倍の質量を持つ恒星は対不安定型超新星を起こし、その爆発後には何も残さないと考えられている。そのため、1つの恒星の死から直接形成されるブラックホールでは、質量が太陽の65〜120倍のものは形成されないと考えられている。しかし、GW190521を発生させた2つのブラックホールはその範囲内の質量を持つことから、重い方もしくは両方が過去にもブラックホール同士の合体によって形成された可能性が指摘されている。

## 閃光現象との関連の可能性
GW190521が重力波であると正式に発表される約3ヶ月前の2020年6月に、天文学者は超大質量ブラックホールの近くでGW190521の引き金となった2つのブラックホールの衝突と大まかに関連しているとみられる閃光を観測したと報告した。この閃光はアメリカ、カリフォルニア州のパロマー天文台で行われている掃天観測Zwicky Transient Facility（ZTF）によって検出された。閃光と重力波の2つが実際に関連している場合、この閃光は2つのブラックホールの合体によって発生した小さな光を初めて捉えたものであることが示されている。ブラックホールの合体では、光は通常放出されない。この光が発生した原因として、2つの小さなブラックホールの合体によって形成された中間質量ブラックホールが、近傍にある無関係の超大質量ブラックホールの周囲にある降着円盤を通過して円盤の材料が破壊されたことによって発生した可能性が考えられている。中間質量ブラックホールは200 km/sの速さ、侵入角度約60度で円盤を移動したと推測されている。これが事実ならば、中間質量ブラックホールが再び降着円盤を通過すると考えられる約1.6年後に、その光がまた発生すると予測されている。
この研究チームの主任天文学者である Matthew Graham は「閃光は重力波現象と同じタイミング、同じ場所で発生した。我々の研究では閃光はブラックホールの合体の結果である可能性が高いと結論付けているが、まだ他の可能性を完全に排除することはできない。」と述べている。